# الیزابت کوبلر-راس
الیزابت کوبلر-راس (انگلیسی: Elisabeth Kübler-Ross؛ ۸ ژوئیهٔ ۱۹۲۶ – ۲۴ اوت ۲۰۰۴) یک روان‌پزشک آمریکایی-سوئیسی و از پیشگامان و صاحب‌نظران برجستهٔ مراقبت‌های تسکینی و پژوهش‌های مرتبط با تجربیات و احساسات افراد پیش از مرگ یا تجربه نزدیک به مرگ بود.
وی دانش‌آموختهٔ رشتهٔ پزشکی در دانشگاه زوریخ بود و در سال ۱۹۶۹ میلادی کتاب مشهوری به نام «دربارهٔ مرگ و مُردن» منتشر کرد که در آن، مدل کوبلر-راس را شرح داد. نام وی در سال ۲۰۰۷ میلادی در «تالار ملی مشاهیر زن» ایالات متحده آمریکا ثبت شد.
الیزابت کوبلر-راس در سال ۱۹۹۵ میلادی دچار چند سکتهٔ مغزی مکرر شد که منجر به فلج نیمهٔ چپ بدن گردید و مجبور شد به روی صندلی چرخدار برود. وی از اینکه تا حدودی زمین‌گیر شده بود، ناخرسند بود و آرزو می‌کرد خودش بتواند دربارهٔ زمان مرگش تصمیم بگیرد. او در سال ۲۰۰۲ میلادی در مصاحبه با روزنامهٔ «آریزونا ریپابلیک» اظهار داشت که آمادهٔ مرگ است. سرانجام در سال ۲۰۰۴ میلادی، الیزابت کوبلر-راس در یک خانهٔ سالمندان در سکاتسدیل، آریزونا درگذشت و در گورستان «پارادایس مموریال گاردنز» به خاک سپرده شد.